# ダイナマイト諜報機関/クレオパトラ危機突破
ダイナマイト諜報機関/クレオパトラ危機突破（ダイナマイトちょうほうきかん/クレオパトラききとっぱ、Cleopatra Jones)は1973年に公開されたアメリカ合衆国のブラックスプロイテーション映画。

## あらすじ
モデルのクレオパトラ・ジョーンズは、合衆国政府のおとり捜査官という裏の顔があった。
彼女は黒人地区を拠点とする麻薬組織の壊滅を命じられており、トルコにあるけし畑の焼却処分の音頭を取っていたところ、麻薬組織のボスのマミーがクレオパトラをおびき寄せるべく、麻薬撲滅運動の本部であるB＆Sハウスが破産したように偽装した。B＆Sハウスの代表ルーベンがクレオパトラの恋人だったこともあり、彼女は急遽帰国する。
そして、激闘の末、マミーらを撃破する。

## キャスト
| 役名                     | 俳優                   | 日本語吹替                                 |
| 役名                     | 俳優                   | TBS版                                      |
| ------------------------ | ---------------------- | ------------------------------------------ |
| クレオパトラ・ジョーンズ | タマラ・ドブソン       | 弥永和子                                   |
| マミー                   | シェリー・ウィンタース | 高橋和枝                                   |
| シムキンス               | アントニオ・ファーガス | 富山敬                                     |
| ルーベン                 | バーニー・ケイシー     | 玄田哲章                                   |
| 不明 その他              |                        | 寺島幹夫 二瓶秀雄 飯塚昭三 久保晶 宮村義人 |
|                          |                        |                                            |
| 演出                     | 演出                   | 佐藤敏夫                                   |
| 翻訳                     | 翻訳                   | 木原たけし                                 |
| 効果                     |                        |                                            |
| 調整                     |                        |                                            |
| 制作                     | 制作                   | 東北新社                                   |
| 解説                     | 解説                   | 荻昌弘                                     |
| 初回放送                 | 初回放送               | 1980年7月21日 『月曜ロードショー』         |